# Jan Macháček
Jan Macháček (Praga, 15 febbraio 1972) è un ex rugbista a 15, dirigente sportivo e imprenditore ceco.

## Biografia
Figlio di Dušan Macháček, a sua volta nazionale cecoslovacco di rugby, Jan Macháček praticò hockey su ghiaccio dai 5 ai 12 anni, judo dai 12 ai 15 e, a seguire, rugby a 15, disciplina che iniziò a praticare nelle giovanili dello Slavia Praga, polisportiva cittadina.
Nel 1995 trascorse una stagione in Nuova Zelanda a Dunedin, nei Pirates e, al ritorno in Europa, trascorse due stagioni in Galles al Newport; a seguire una stagione in Premiership nelle file dei Sale Sharks e, di nuovo, nel campionato gallese con il Pontypridd, prima di trasferirsi in Francia al Montferrand: con tale club giunse alla finale del Top 14 2000-01, poi persa contro il Tolosa.
Esordì in Nazionale per la Rep. Ceca il 5 giugno 1993 a Uppsala contro la Svezia nel corso della Coppa FIRA 1992-94 (edizione di torneo che la squadra aveva iniziato sotto l'insegna della Cecoslovacchia); da allora, e fino al 2009, è sceso in campo in 55 incontri, l'ultimo dei quali nel dicembre 2009 contro Hong Kong, la sua apparizione finale da giocatore; già dal suo ritorno in Repubblica Ceca, sempre nelle file dello Slavia Praga, aveva ricoperto i ruoli sia di addetto stampa che di allenatore aggiunto per conto della Federazione.
In carriera vanta anche due incontri nella selezione a inviti dei Barbarians, nel 1998; dopo il ritiro continua l'attività presso la Federazione insieme a quella sua principale di imprenditore (è proprietario e amministratore delegato di Infonia, compagnia di web design e soluzioni informatiche).